# Катхака
Катхака (санскр. Kāṭhaka = «ведущий начало от Катхи») — древняя ведийская школа в Индии, по преданию основанная мудрецом Катхой (Katha) и оставившая ряд древних литературных памятников, которые носят её имя:
- одна из редакций Яджурведы, занимающая середину между белой и чёрной Яджур-ведой (так называемая «Катхакам» (Kâthakam); рукопись хранится в Берлинской государственной библиотеке). Вместе с «Капиштхала-Катха-самхита» является «северной» редакцией «Яджурведы», — в отличие от версий «южных» школ, имеющих более позднее происхождение[1].
- одна из лучших упанишад — «Катха-упанишада», переводы XIX века:
  - английский Генри Колбрука,
  - немецкий Полея (фр. Louis Poley[2]; нем. Ludwig Poley[3]; Лейпциг, 1847),
  - англ. Уильяма Уитни (1890).
- «Катхака-грхьясутра» (руководство к домашнему культу).